# Casa Malla
La Casa Malla és una obra de Cardedeu (Vallès Oriental) protegida com a Bé Cultural d'Interès Local.

## Descripció
Conjunt de dos habitatges entre mitgeres amb pati posterior. L'immoble, de planta rectangular, té planta baixa, dos pisos i coberta de dues aigües amb carener paral·lel a la façana principal. Aquesta té dos eixos de composició vertical constituïts per obertures rectangulars. A la planta baixa hi ha dos grans portals, un dels quals pertany a un local d'ús comercial. L'altre, el de la dreta, encara manté els brancals de pedra, així com la llinda amb les eines de l'ofici de ferrer esculpides (el mall i l'enclusa). El primer pis presenta dues portes de dues batents que donen a balcons individuals amb llosanes de pedra i baranes de ferro forjat. L'obertura de l'esquerra encara conserva llinda i brancals de pedra. Al pis superior es repeteix la mateixa seqüència, tot i que els balcons són més petits i les baranes de ferro, més senzilles. Remata la façana una cornisa motllurada i un muret.
La façana posterior no presenta cap simetria, i hi ha un cos adossat de planta única a la façana del número 14 bis.
Les parets de càrrega són de paredat comú, maó i pedra. Algunes parts de la façana principal encara mantenen l'arrebossat.

## Història
La construcció de la casa data del segle xviii. El 1842 es reformà la casa del número 14 (data inscrita sota la coberta de l'habitatge corresponent), i el 1902 la del 14 bis (any inscrit sota la coberta de la casa d'aquest número).
Els Malla, promotors de la construcció, van ser ferrers amb una forta tradició a Cardedeu que també van participar de la vida política de la vila.